# A Memorable Session
A Memorable Session è un album di Oscar Pettiford, pubblicato dall'etichetta Disques Vogue in data sconosciuta. I brani furono registrati dal vivo il 21 marzo 1954 a New York.

## Tracce
Lato A
1. Burt's Pad – 9:40 (Henri Renaud)
2. Marcel the Furrier – 5:56 (Henri Renaud)

Lato B
1. Star Dust – 5:06 (Hoagy Carmichael, Mitchell Parish)
2. E-Lag – 2:31 (Gerry Mulligan)
3. Rhumblues – 4:26 (Leonard Feather)
4. Ondine – 3:07 (Leonard Feather)

## Musicisti
- Oscar Pettiford - contrabbasso, violoncello
- Henri Renaud - pianoforte
- Al Cohn - sassofono tenore
- Kai Winding - trombone
- Tal Farlow - chitarra
- Max Roach - batteria